# Brulleia chankaica
Brulleia chankaica är en stekelart som beskrevs av Sergey A. Belokobylskij 1996. Brulleia chankaica ingår i släktet Brulleia och familjen bracksteklar. Inga underarter finns listade.